# Dos contra Al Capone
Dos contra Al Capone (en italiano: Due mafiosi contro Al Capone) es una coproducción italiana y española dirigida por Giorgio Simonelli y protagonizada por el dúo cómico Franco Franchi y Ciccio Ingrassia, de género comedia.

## Reparto
- Franco Franchi: Franco
- Ciccio Ingrassia: Ciccio
- José Calvo: Al Capone
- Moira Orfei: Rosalia
- Luigi Pavese: Comandante de la policía
- Gino Buzzanca: Calogero
- Angela Luce: Santuzza
- Jesús Puente: Tony
- Frank Braña: Bud Messina

## Actores de doblaje españoles
- José Martínez Blanco: Franco
- José María Cordero: Ciccio